# (36339) 2000 NF10
2000 أن أف 10 (ويعرف أيضًا باسم (36339) 2000 أن أف 10 وفق تسمية الكوكب الصغير) (بالإنجليزية: 2000 NF10)‏ هو كويكب ضمن حزام الكويكبات؛ وترتيبه 36339 من حيث الاكتشاف.
اكتُشف هذا الجُرم الفلكي بواسطة Peter Kušnirák ‏ في 7 يوليو 2000.

## وصلات خارجية
- (36339) 2000 NF10 في قاعدة بيانات مختبر الدفع النفاث لأجرام النظام الشمسي الصغيرة

- الاكتشاف · مخطط المدار ·  العناصر المدارية · المعلمات المادية

- (36339) 2000 NF10 على موقع ويكي سكاي: DSS2, SDSS, GALEX, IRAS, Hydrogen α, X-Ray, Astrophoto, Sky Map, Articles and images